# Emo (subcultuur)

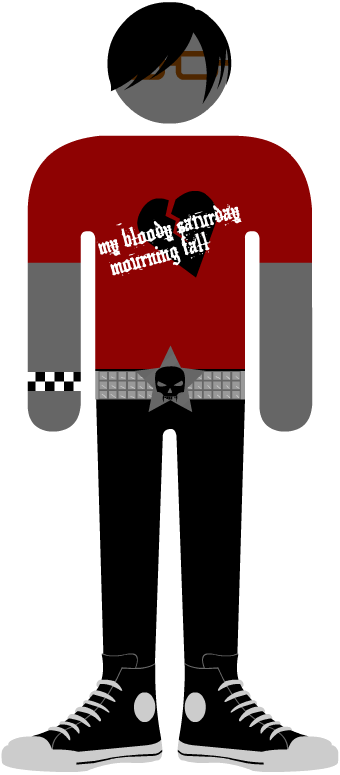
Stereotiepe emo-mode

Emo is een muziektype dat dateert uit de jaren tachtig van de 20e eeuw. Emo combineert hardcore punk, posthardcore en popmuziek met melodische en experimentele rock. Vanaf eind jaren negentig wordt de term 'emo' ook gebruikt als verwijzing naar de subcultuur, gekenmerkt door een bepaalde modestijl en levensstijl van (vooral) sommige jongeren.

## Emo als modestijl

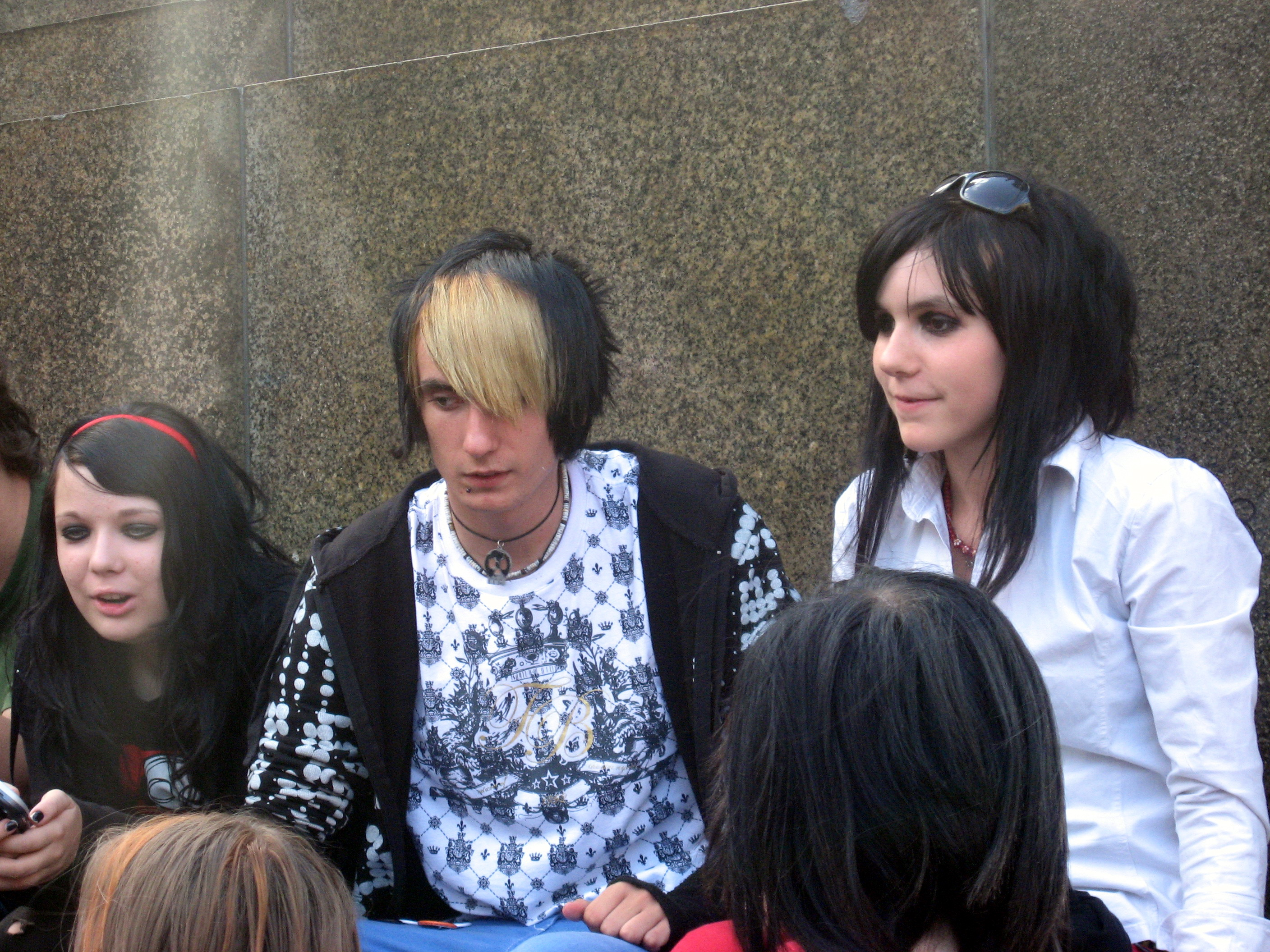
Emo's in Tsjechië

Emo als alternatieve modestijl kwam wereldwijd op in het begin van de 21e eeuw en is vooral via het internet populair geworden. Emo kent invloeden van veel andere alternatieve stijlen. Wat de kleding betreft, vindt men behalve een mix van grunge, skate en punk, ook kleding uit de mainstream mode. Wat betreft haardracht vindt men invloeden van new wave, new romantic, glamrock en gothic en qua make-up vooral invloeden van punk, new romantic, fetisj en gothic. Tevens zijn er invloeden vanuit cosplay en visual kei en is voor de mannelijke emo een androgyn uiterlijk geen uitzondering.
Er kunnen meerdere stereotiepe emostijlen onderscheiden worden. Bijvoorbeeld de indie-emo-look ('indie' staat voor 'independent'), de nerdy-emo-look en de dressy-emo-look. Elke stijl kent zijn eigen conventies, maar de volgende kenmerken kunnen in elke stijl terugkomen: donkere kleding, vaak zwart geverfd, steil haar met een lok die één oog bedekt (heel lichtblond en roze geverfd haar komen ook voor), piercings in het gezicht (lippen, tong, wenkbrauwen, oren), donkere, zware brilmonturen, strakke T-shirts of truitjes met een opdruk van een bandnaam of voorzien van een tekst, skinny jeans, donkere, versleten Converse-schoenen, een leren riem en polsbandjes met metalen versierselen.
Zoals bij veel populaire alternatieve modestijlen, nam na verloop van tijd de mainstream-mode meerdere aspecten over uit de emo-mode. Zo heeft de in Frankrijk en België populaire Tecktonik een belangrijk gedeelte van de kenmerkende emo-kleding overgenomen. Ook binnen de gothic-subcultuur is er een tendens naar meer aan emo verwante kleding. Dit vooral omdat veel aspecten van de emo-kleding doen terugdenken aan het originele new wave- en new romantic-uiterlijk.

## Emo als levensstijl
Emo's zien zichzelf als een afsplitsing van de gothic-subcultuur. Veel aanhangers van de gothic-subcultuur zijn het daar niet mee eens. Het argument dat zij hiertegen gebruiken, is dat gothic voortkomt uit new wave, terwijl de oorspronkelijke emocore-muziek een aftakking van hardcore punk is.
Het stereotype emo wordt in de media afgeschilderd als depressief, gevoelig, introvert, verlegen en afgesloten van de maatschappij. In de maatschappij bestaat het vooroordeel dat de emo's vaker kampen met psychische problemen, zoals automutilatie en aandoeningen die resulteren in zelfmoord, hoewel niet vastgesteld is of er daadwerkelijk een correlatie bestaat tussen een psychische stoornis en aanhangers van de subcultuur.
Conservatieve leden van de Russische Doema dienden in 2008 een wetsvoorstel in om de emocultuur op scholen en in overheidsgebouwen te verbieden. Zij zien de emocultuur als een gevaarlijke jongerencultuur, die antimaatschappelijk gedrag zou veroorzaken en depressie en zelfmoord in de hand zou werken.
In maart 2012 werden in de streng sjiitische wijk Sadr City in Bagdad emo-jongeren gestenigd door religieuze milities.

## Scene
Jongeren uit de emo-scene noemen zichzelf scene-kids, met name wanneer ze wel een emo-uiterlijk hebben, maar niet geassocieerd willen worden met de emosubcultuur. Het gaat dan om het modebeeld en er is weinig verschil tussen de scene-kid en de emo.
Er is echter veel verschil tussen de levensstijlen, volgens mensen die de scene-stijl aanhangen. De term 'emo' wordt hierin vaak gezien als onwenselijk en soms zelfs als beledigend, daar het een beschuldiging zou zijn dat diegene in zichzelf gekeerd is en sociale hinder heeft en dat er bij de persoon in kwestie mogelijk sprake is van symptomen die op een psychiatrische stoornis duiden, zoals automutilatie. Er is veel verwarring over dit aspect omdat de emo-scene en andere scenes vaak erg op elkaar lijken.
Scene queens en de minder voorkomende scene kings zijn jongeren die extremer zijn uitgedost. Ze vinden hun inspiratie in de visual kei en de cybergothic. Een aantal scene queens en kings genieten een grote populariteit op sociaalnetwerksites, zoals Jeffree Star op Myspace.